# Sara C. Bisel
Sara C. Bisel (geb. Sara Louise Clark; * 13. Mai 1932 in Johnstown, Pennsylvania; † 4. Februar 1996 in Rochester, Minnesota) war eine US-amerikanische Archäologin und Anthropologin, die insbesondere auf dem Gebiet der forensischen Archäologie und physischen Anthropologie tätig war.

## Leben

### Herkunft, Ausbildung und Privatleben
Sie wuchs im Westen des US-Bundesstaates Pennsylvania auf erwarb an der Carnegie Mellon University in Pittsburgh einen Bachelor in Ernährungswissenschaft und Biochemie. Anschließend studierte sie an der University of Minnesota klassische Altertumswissenschaft mit einer Spezialisierung auf altgriechischer Archäologie und schloss mit einem Master ab. Später wurde sie in physischer Anthropologie zum Ph.D. promoviert.
Bereits nach ihrem Bachelor hatte sie am 30. Oktober 1954 Harry F. Bisel (* 1918; † 1994) geheiratet – einen Arzt der Mayo Clinic und Pionier auf dem Gebiet der medizinischen Onkologie. Das Paar lebte ab 1963 in Rochester (Minnesota) und hatte mit Jane, Clark und Harold drei gemeinsame Kinder. Im Alter von 63 Jahren starb Sara C. Bisel Anfang Februar 1996 nach langjähriger Krankheit in einem Pflegeheim in Rochester.

### Wissenschaftliche Laufbahn
1977 nahm die Smithsonian Institution Bisel als Mitglied und wissenschaftliche Mitarbeiterin auf. In den folgenden Jahren lehrte sie an der University of Minnesota, der University of Maryland sowie von 1977 bis 1979 an der American School of Classical Studies at Athens; darüber hinaus war sie Gastdozentin an der Mayo Clinic. Zwischen 1981 und 1988 leitete sie – finanziert von der Smithsonian Institution und der National Geographic Society – eigene Forschungsreisen und Untersuchungen und war dafür unter anderem in Griechenland, der Türkei und Israel tätig.

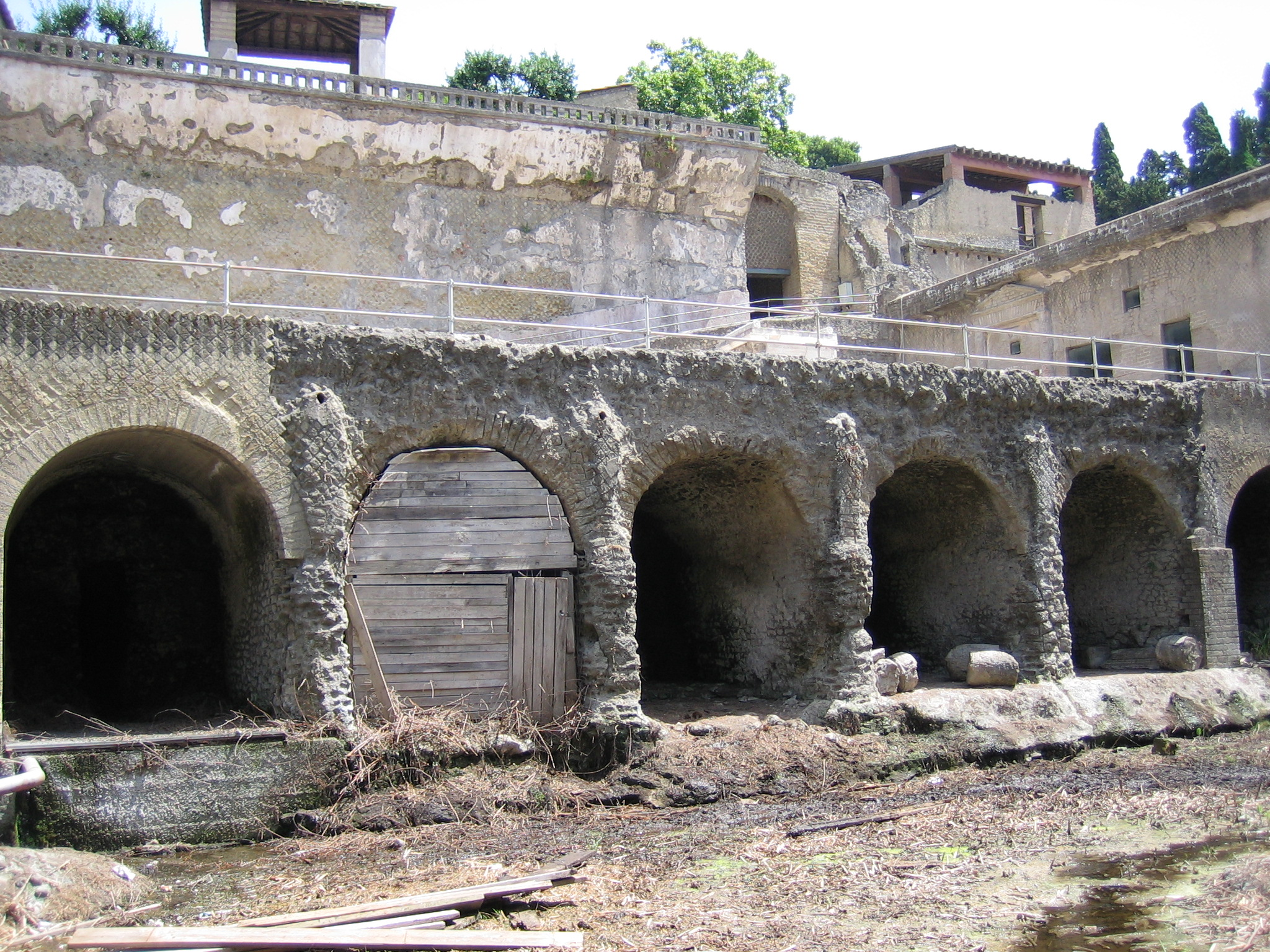
Einige der unter Bisels Leitung freigelegten Bootskammern unterhalb der Strandterrassen in Herculaneum

Im Juni 1982 erhielt sie von der National Geographic Society den Auftrag für Ausgrabungen in Herculaneum, einer der römischen Städte, die im Jahre 79 bei einer Eruption des Vulkans Vesuv untergegangen waren. Durch Zufall waren Kanalisationsarbeiter im Bereich der ehemaligen Strandpromenade auf einzelne Skelette gestoßen, die Bisel nun untersuchen sollte. Was anfangs als maximal einwöchige Aufgabe ausgelegt war, entwickelte sich zu einer Arbeit über sechs Jahre in den Ruinen und verschaffte Bisel internationales Ansehen als Autorität auf dem Gebiet antiker Gesundheits- und Lebensmittel- beziehungsweise Ernährungsforschung. Unter ihrer Leitung legte man mehrere Bootkammern frei, in denen die Bewohner während des Ausbruchs Schutz gesucht hatten und gestorben waren und die später von vulkanischen Gesteinen verschlossen oder aufgefüllt worden waren. In den Kammern fanden sich mehrere hundert Skelette unterschiedlichster Bevölkerungsschichten. Zudem konnten Schmuck und zahllose Alltagsgegenstände geborgen werden. Die Funde gaben somit Gelegenheit für paläopathologische und paläodemographische Analysen eines repräsentativen, zeitgleich verstorbenen Bevölkerungsquerschnitts einer antiken Stadt. Die anschließenden Laboruntersuchungen ermöglichten erstmals einen detaillierten Einblick in das Leben der damaligen Bewohner und den städtischen Alltag. Bisels Pionierarbeit bei der chemischen und physischen Analyse der Skelette erbrachte neue Hinweise und Erkenntnisse über die Ernährung und Gesundheit antiker Bevölkerungsgruppen und wird gemeinhin als bahnbrechend erachtet. Sie half entscheidend, die forensische Archäologie voranzubringen und weiterzuentwickeln.
In Anerkennung ihrer Leistungen verlieh der National Geographic Explorer’s Club Bisel, die auch diverse Artikel in Fachzeitschriften veröffentlichte, 1988 die Auszeichnung Outstanding Woman of Science.

### Mitgliedschaften
Sara C. Bisel war Mitglied folgender wissenschaftlicher Verbände beziehungsweise Organisationen:
- American Association of Physical Anthropologists
- Paleopathology Association
- Society for Ancient Medicine and Pharmacy
- American Association for the Advancement of Science
- Society of Woman Geographers
- National Geographic Explorer’s Club

## Publikationen (Auswahl)
Monographien
- The secrets of Vesuvius, Madison Press Books, Toronto, 1990, ISBN 978-0-590-43850-6 (und weitere Auflagen).
   Deutsche Übersetzung: Die Geheimnisse des Vesuv. Tessloff Verlag, Nürnberg, 1991, ISBN 3-7886-0596-0.

Wissenschaftliche Fachartikel
- Nutritional implications of trace mineral analysis of human bones from several sites and time periods in the eastern Mediterranean. In: American Journal of Archaeology. Vol. 84, № 2, 1980, Seite 196.
- State of nutrition in Late Bronze Age Nichoria and Athens, using analysis of morphology and trace mineral content of human bone. In: American Journal of Archaeology. Vol. 85, № 2, 1981, Seiten 186–187.
- Nutrition in Late Bronze-Age Greece, as indicated by bone-mineral analysis. In: American Journal of Physical Anthropology. Vol. 54, № 2, 1981, Seite 201.

Sonstige
- An archaeologist’s preliminary report: time warp at Herculaneum. In: The Mayo Alumnus, Vol. 19, № 2, April 1983.
- [mit Barbara Jampel, Robert Foxworth]: In the shadow of Vesuvius. Episode der Fernsehdokumentationsreihe National Geographic Special, 11. Februar 1987.